# Semiomphalina
Semiomphalina är ett släkte av lavar. Semiomphalina ingår i familjen Hygrophoraceae, ordningen Agaricales, klassen Agaricomycetes, divisionen basidiesvampar och riket svampar.
|               | Hygrophorus                                     |
|               |                                                 |
|               | Hygrocybe                                       |
|               |                                                 |
|               | Gliophorus                                      |
|               |                                                 |
|               | Camarophyllus                                   |
|               |                                                 |
|               | Humidicutis                                     |
|               |                                                 |
|               | Neohygrocybe                                    |
|               |                                                 |
|               | Chrysomphalina                                  |
|               |                                                 |
|               | Camarophyllopsis                                |
|               |                                                 |
|               | Bertrandia                                      |
|               |                                                 |
|               | Chromosera                                      |
|               |                                                 |
|               | Lichenomphalia                                  |
|               |                                                 |
|               | Ampulloclitocybe                                |
|               |                                                 |
|               | Neohygrophorus                                  |
|               |                                                 |
| Semiomphalina | \| \| Semiomphalina leptoglossoides \| \| \| \| |
|               | \| \| Semiomphalina leptoglossoides \| \| \| \| |
|               | Semiomphalina leptoglossoides                   |
|               |                                                 |

|  | Semiomphalina leptoglossoides |
|  |                               |